# Kemal Monteno
Kemal Monteno, bosanski in jugoslovanski kantavtor in pevec, * 17. september 1948, Sarajevo, † 21. januar 2015, Zagreb.
Monteno je bil od 60. let preteklega stoletja dalje prepoznan na prostoru Jugoslavije po prepletanju glasbenih stilov sevdaha in italijanske canzone.
Monteno je sin očeta Italijana, doma iz Tržiča v Italiji, ki je bil vpoklican kot vojak druge svetovne vojne na ozemlje Hrvaške in se tam poročil z ženo muslimanske narodnosti.
Monteno je svojo prvo pesem Lidija izdal leta 1967, ki je bila festivalski hit v Jugoslaviji. Med njegovimi najbolj znanimi pesmi so Sarajevo ljubavi moja in Nije htjela. Ustvarjal je z drugimi pomembnimi glasbeniki Jugoslavije, med njimi Arsenom Dedićem, Zdravkom Čolićem, Oliverjem Dragojevićem, Terezo Kesovijo in Vladom Kreslinom. Njegove pesmi so izvajali tudi drugi avtorji jugoslovanskega kulturnega prostora. Skozi svoje ustvarjalno obdobje je objavil 12 studijskih albumov.
Monteno je umrl januarja 2015 zaradi zapletov po presaditvi ledvice.

## Diskografija

### Studijski albumi
- Muziko, ljubavi moja (1973)
- Žene, žene (1975)
- Moje pjesme, moji snovi (1977)
- Za svoju dušu (1980)
- Dolly Bell (1981)
- Uvijek ti se vraćam (1984)
- Moje najdraže pjesme (1985)
- Romantična ploča (1986)
- Kako da te zaboravim (1987)
- Dunje i kolači (2004)
- Samo malo ljubavi (2009)
- Šta je život (2013)

### Singli
- Sviraj, gitaro moja / Još juče bili smo sretni (1969)
- Tužna je muzika / Pružam ti ruke (1971)
- Što sam ti skrivio, živote moj / Jedne noći u Decembru (1971)
- Laž (1972)
- Dušo moja / Nana (1973)
- Pahuljice moja (1974)
- Moj prijatelj ari / Mali mir (1974)
- Adrijana / Novembar (1974)
- Pjesma zaljubljenika / Znam sve o tebi (1975)
- Hiljade bijelih marama / Kad nas jednom godine odnesu (1976)
- Tajna žena / Kad smo pošli mi u šumu (1976)
- Sarajevo, ljubavi moja / Kratak je svaki tren (1976)
- Ljubavna bol (1977)
- Cvite bili iz Đardina / Nemoj reći doviđenja (1977)
- Volim te živote kakav jesi / Na kraju grada (1978)
- Sunce djetinjstva / Putovanja, putovanja (1978)
- Nije htjela / Nek' sviraju gitare (1978)
- Ej, srećo moja / Čekat ću te (1978)
- Adriana, Adriana / Bracera (1979)
- Postoji li mjesto / Ti si moja poezija (1979)
- Energoinvest (1982)

1. 1 2  Discogs — 2000.